# Palazzo Cattaneo Della Volta
Il palazzo Cattaneo Della Volta, anche detto palazzo Cattaneo di San Torpete o palazzo di Nicolò Cattaneo, è un edificio storico italiano, collocato in piazza Cattaneo 26, nel centro storico di Genova. È uno dei Palazzi dei Rolli che furono designati, al tempo della Repubblica di Genova, a ospitare gli ospiti di alto rango durante le visite di stato per conto del governo genovese.

## Storia e descrizione
Collocato in posizione strategica, tra il mercato di San Giorgio e la Ripa, è un esempio di proprietà di lunga durata; i Cattaneo della Volta hanno qui il loro "albergo" e la loro chiesa gentilizia di San Torpete dal XII secolo. Le ingenti fortune della famiglia Cattaneo erano legate al commercio di tessuti con le fiandre. Filippo Cattaneo era titolare di una compagnia commerciale ad Anversa a partire dal 1562, e dal 1584 rivestiva la carica di console della “Nazione Genovese” di quella città.
Documentano visibilmente questa lunga durata il pilastro ottagonale con capitello cubico e il bassorilievo con San Giorgio e il drago sul lato sud della piazza. Presente in tutti i rolli a partire dal 1599, l'edificio è frutto dell'accorpamento di due lotti medievali. Risalgono al 1623 gli interventi voluti da Leila Cattaneo ed eseguiti dall'architetto Bartolomeo Bianco, il quale attuò anche una ristrutturazione generale con sopraelevazione di un piano. La facciata barocca è impreziosita dal portale di ordine ionico in marmo bianco.  è stata oggetto di un recente restauro parziale che ha rivelato tracce di quadratura ai piani alti della facciata sull'asse di via delle Grazie con affreschi provvisoriamente assegnati al basso Medioevo.
Nel 1739 Nicolò Cattaneo commissionò al pittore bolognese Giacomo Antonio Boni la decorazione di un salotto, con Diana ed Endimione affrescati sulla volta.
Il palazzo fu danneggiato sia nel Bombardamento navale di Genova di Luigi XIV di Francia nel 1684, e più gravemente nel 1941, gli ultimi due piani furono distrutti dai bombardamenti e successivamente ricostruiti con sopraelevazione di un piano.
Di eccezionale ricchezza era la quadreria del palazzo, che annoverava in particolare nove ritratti di mano di Antoon Van Dyck raffiguranti vari esponenti della famiglia Cattaneo, esposti in apposite quadrature affrescate da Giacomo Antonio Boni, nel "salotto dei Van Dyck". Fra di loro vi erano in particolare il Ritratto di Dama con catena d’oro (c.d. Giovanna Cattaneo), oggi nella Frick Collection di New York, il celeberrimo Ritratto della Marchesa Elena Grimaldi Cattaneo, e i ritratti dei suoi due figli Filippo Cattaneo e Maddalena Cattaneo, (1623) oggi alla National Gallery of Art di Washington. A seguito della morte del marchese Giuseppe Cattaneo (1825-1906), la celebre quadreria fu ceduta dagli eredi a collezionisti americani, nonostante il grande scandalo suscitato all'epoca e il conseguente processo per la violazione della legge sull’esportazione dei dipinti.

## Galleria d'immagini

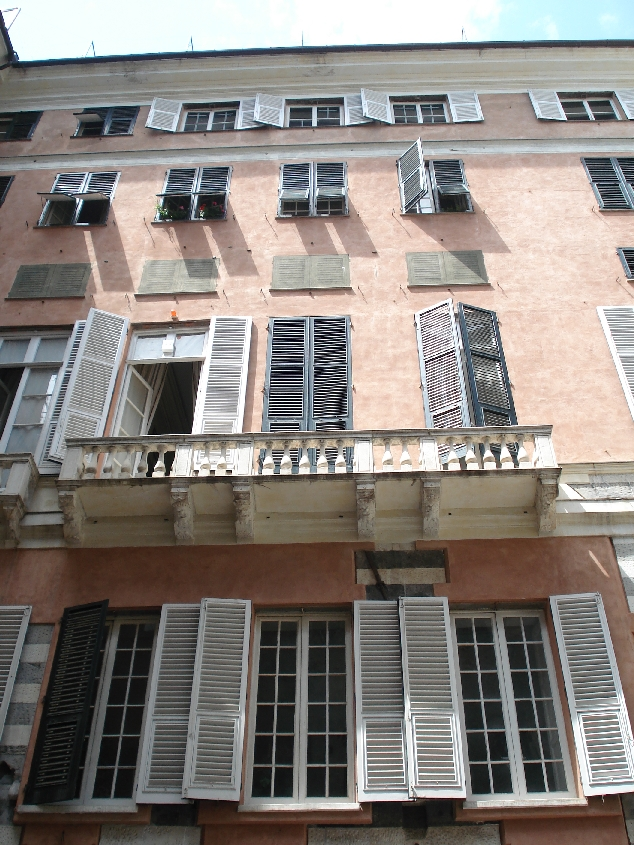
La facciata del palazzo
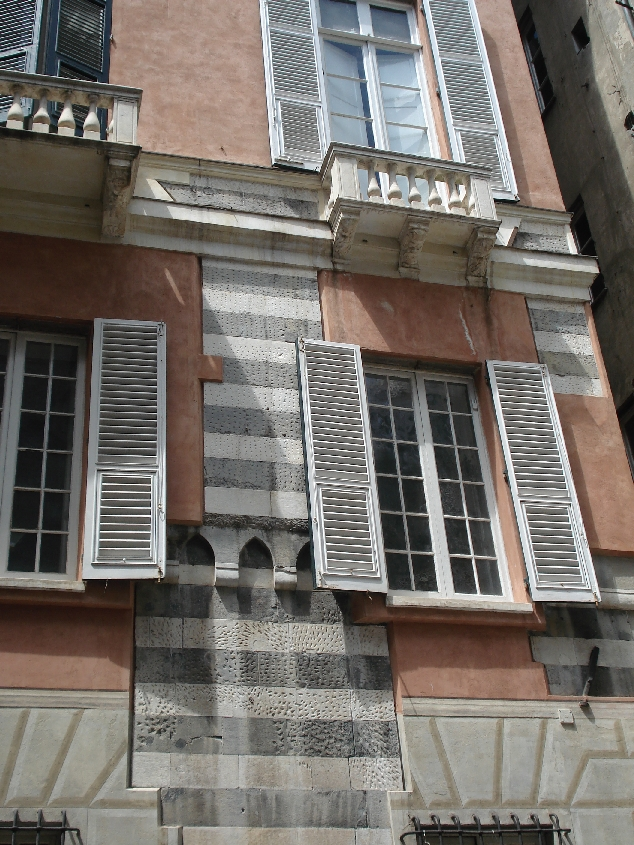
Particolare della facciata
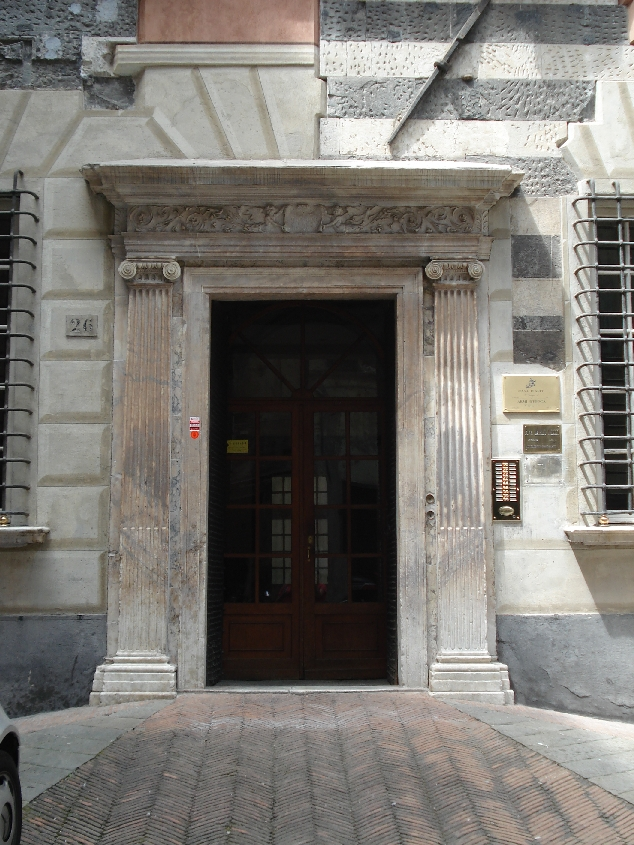
Il portale principale
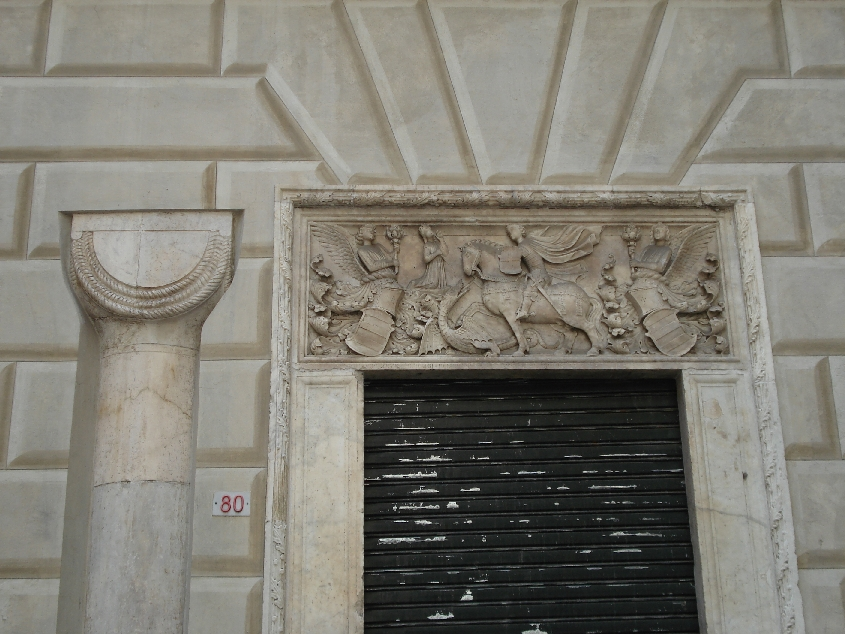
Il bassorilievo di San Giorgio e il drago sulla facciata a sud della piazza
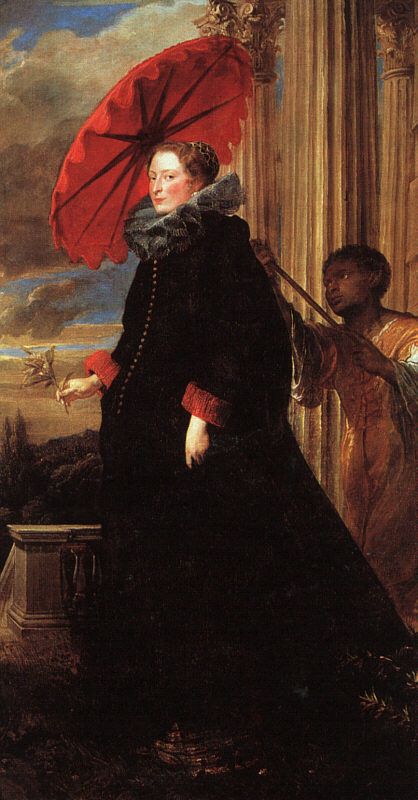
Ritratto di Elena Grimaldi Cattaneo,  Antoon van Dyck.